# Things We Lost in the Fire (Bastille)
Things We Lost in the Fire è un singolo del gruppo musicale britannico Bastille, pubblicato il 26 agosto 2013 come sesto estratto dal primo album in studio Bad Blood.

## Video musicale
Il videoclip, ambientato in Lituania, mostra i componenti della band, Dan Smith, Chris Wood, Will Farquanson e Kyle Simmons.
Nella prima parte, alcuni uomini sono intenti a camminare su una strada polverosa e coperta di cenere, mostrando Dan Smith che tiene tra le dita alcuni proiettili. Seguendo, il video prende la forma di un flashback, in cui si può notare una giovane ragazza che entra in un bar, sotto lo sguardo di tutti i presenti. Nelle scene successive, vengono filmati tutti i componenti del gruppo, in un'automobile nel deserto, e il guidatore che lancia una pistola sui sedili posteriori, nelle mani di Dan, che dovrebbe ipoteticamente uccidere la ragazza.
Dan e la giovane si incontrano, e in un abbraccio, il ragazzo capisce di non poterlo fare. L'automobile subisce un incidente, come si può notare dal sangue accanto alla portiera aperta.
Il video termina con Dan Smith che scompare dalla scena, nell'oscurità.

## Tracce
CD promozionale (Regno Unito)
1. Things We Lost in the Fire – 3:59
2. Things We Lost in the Fire (Instrumental) – 3:59

7" (Regno Unito)
- Lato A

1. Things We Lost in the Fire – 4:00

- Lato B

1. Icarus (Live from Queens' College, Cambridge) – 3:14

Download digitale
1. Things We Lost in the Fire – 4:00
2. Icarus (Live from Queens' College, Cambridge) – 3:14
3. Things We Lost in the Fire (TORN Remix) – 5:23
4. Things We Lost in the Fire (Tyde Remix) – 4:50
5. Things We Lost in the Fire (beGun Remix) – 5:37
6. Things We Lost in the Fire (Video) – 4:21
7. Things We Lost in the Fire (Live from Queens' College, Cambridge) (Video) – 4:06

## Formazione
- Dan Smith – voce, tastiera, pianoforte, percussioni, programmazione
- William Farquarson – basso
- Mark Crew – tastiera, programmazione
- Chris "Woody" Wood – batteria
- Sophie Lockett, Juliet Lee e Willemijn Steenbakkers – violini
- Alexandra Urquhart – viola
- Richard Phillips e Verity Evanson – violoncelli

## Classifiche
| Classifica (2013) | Posizione massima |
| ----------------- | ----------------- |
| Irlanda           | 3                 |
| Regno Unito       | 28                |
| Scozia            | 29                |
| Slovacchia        | 10                |